# МТК-2
Телеграфний трирегістровий код МТК-2 був прийнятий у СРСР у 1963 році.

## Перелік комбінацій
Код розрядністю 5-бітів дає можливість отримати всього 32 різні комбінації, чого недостатньо для кодування алфавіту, цифр та мінімального набору знаків пунктуації. З метою розширення набору символів використовуються три різних регістри (латинський, цифри, російський), які перемикаються керувальними символами РОС., ЛАТ, ЦИФ. Літера Ъ відсутня; замість літери Ч використовували цифру 4.
| Шістнадцятковий код | Десятковий код | Двійковий код | Латинські літери               | Російські літери               | Цифри                          |
| ------------------- | -------------- | ------------- | ------------------------------ | ------------------------------ | ------------------------------ |
| 0x03                | 3              | 00011         | A                              | А                              | -                              |
| 0x19                | 25             | 11001         | B                              | Б                              | ?                              |
| 0x0E                | 14             | 01110         | C                              | Ц                              | :                              |
| 0x09                | 9              | 01001         | D                              | Д                              | Хто там?                       |
| 0x01                | 1              | 00001         | Е                              | Е                              | З                              |
| 0x0D                | 13             | 01101         | F                              | Ф                              | Е                              |
| 0x1A                | 26             | 11010         | G                              | Г                              | Ш                              |
| 0x14                | 20             | 10100         | H                              | Х                              | Щ                              |
| 0x06                | 6              | 00110         | I                              | И                              | 8                              |
| 0x0B                | 11             | 01011         | J                              | Й                              | Ю, Дзвоник                     |
| 0x0F                | 15             | 01111         | K                              | К                              | (                              |
| 0x12                | 18             | 10010         | L                              | Л                              | )                              |
| 0x1C                | 28             | 11100         | M                              | М                              | .                              |
| 0x0C                | 12             | 01100         | N                              | Н                              | ,                              |
| 0x18                | 24             | 11000         | O                              | О                              | 9                              |
| 0x16                | 22             | 10110         | P                              | П                              | 0                              |
| 0x17                | 23             | 10111         | Q                              | Я                              | 1                              |
| 0x0A                | 10             | 01010         | R                              | Р                              | 4                              |
| 0x05                | 5              | 00101         | S                              | С                              | '                              |
| 0x10                | 16             | 10000         | T                              | Т                              | 5                              |
| 0x07                | 7              | 00111         | U                              | У                              | 7                              |
| 0x1E                | 30             | 11110         | V                              | Ж                              | =                              |
| 0x13                | 19             | 10011         | W                              | В                              | 2                              |
| 0x1D                | 29             | 11101         | X                              | Ь                              | /                              |
| 0x15                | 21             | 10101         | Y                              | Ы                              | 6                              |
| 0x11                | 17             | 10001         | Z                              | З                              | +                              |
| 0x04                | 4              | 00100         | Пробіл                         | Пробіл                         | Пробіл                         |
| 0x08                | 8              | 01000         | Повернення каретки             | Повернення каретки             | Повернення каретки             |
| 0x02                | 2              | 00010         | Переведення наступного рядка   | Переведення наступного рядка   | Переведення наступного рядка   |
| 0x1F                | 31             | 11111         | Перемикання на латинські букви | Перемикання на латинські букви | Перемикання на латинські букви |
| 0x1B                | 27             | 11011         | Перемикання на цифри           | Перемикання на цифри           | Перемикання на цифри           |
| 0x00                | 0              | 00000         | Перемикання на російські букви | Перемикання на російські букви | Перемикання на російські букви |

МТК-2 заснований на міжнародному телеграфному коді № 2 (ITA2), рекомендованому Міжнародним консультативним комітетом з телефонії і телеграфії 1932 року. Не використана у міжнародному коді комбінація 00000 була призначена для перемикання на російський регістр.
Відповідність між англійським та російським регістрами, прийнята в МТК-2, була використана при створенні комп'ютерних кодувань КОІ-7 і КОІ-8.